# Ethylisothiocyanat
Ethylisothiocyanat ist eine chemische Verbindung aus der Gruppe der Isothiocyanate.

## Vorkommen

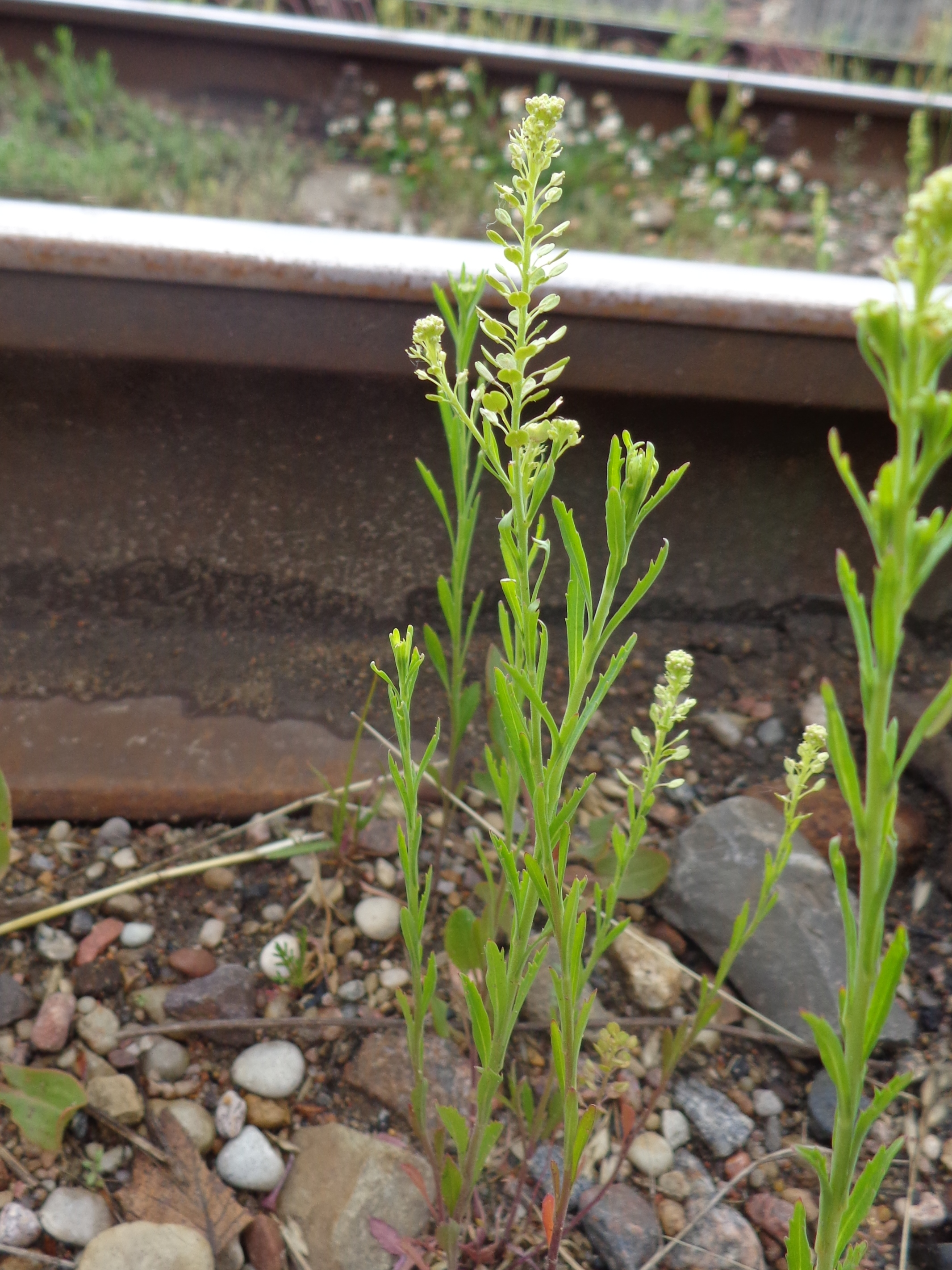
Virginische Kresse

Im Vergleich mit anderen Isothiocyanaten ist Ethylisothiocyanat in der Natur wenig verbreitet. Es kommt in den Samen der Virginischen Kresse vor.

## Gewinnung und Darstellung
Ethylisothiocyanat kann durch eine Hofmannsche Senfölreaktion von Ethylamin mit Kohlenstoffdisulfid und Quecksilber(II)-chlorid gewonnen werden. Ebenfalls möglich ist die Darstellung durch Reaktion von N,N'-Diethylthioharnstoff mit Ethylamin.

## Verwendung
Ethylisothiocyanat kann zur Synthese von Heterocyclen dienen, beispielsweise von 2,3-Dihydropyridinen.